# Gesine Oltmanns
Gesine Oltmanns (geb. 1965 in Olbernhau) ist eine deutsche Bürgerrechtlerin.

## Leben
Gesine Oltmanns wurde 1965 im Erzgebirge geboren und wuchs in einem Pfarrhaus auf. Weil sie sich schon als Schülerin politisch engagierte, blieb ihr nach dem Abitur das Studium verwehrt. Sie hatte ein kurzes Arbeitsverhältnis bei der Volkssolidarität. Nach ihrem Umzug nach Leipzig im Jahr 1983 war sie in verschiedenen Bereichen, unter anderem beim Deutschen Verlag für Musik, beschäftigt. Gleichzeitig begann sie, sich in verschiedenen Leipziger oppositionellen Gruppen zu engagieren. So war sie von 1983 bis 1989 Mitglied in verschiedenen Leipziger Menschenrechtsgruppen und Sprecherin des Arbeitskreises Gerechtigkeit sowie in der Initiativgruppe Leben. Ab 1987, nachdem die Staatsmacht die oppositionelle Umwelt-Bibliothek in Berlin durchsucht hatte, war sie in die Planungen der Bürgerrechtler-Aktionen involviert. Einen 1988 gestellten Ausreiseantrag zog sie im Frühjahr 1989 zurück, da sie Änderungen in der DDR erwartete.
Wegen der Vorbereitung und Durchführung einer Demonstration für Frieden und Menschenrechte im Januar 1989 wurde sie für zehn Tage in Stasi-Untersuchungshaft genommen, musste aber auf Druck einer DDR-weiten und internationalen Solidarität wieder entlassen werden.
Gemeinsam mit Katrin Hattenhauer initiierte sie die erste Montagsdemonstration am 4. September 1989. Nach dem Friedensgebet verteilten die beiden Frauen fünf Transparente an Demonstrationswillige und trugen selbst das mit der Aufschrift „Für ein offnes Land mit freien Menschen“. Gemeinsam mit Edgar Dusdal und Michael Arnold stellte sie im September 1989 einen Antrag auf Zulassung des Neuen Forums.
Ab August 1990 arbeitete Gesine Oltmanns im Bürgerkomitee Leipzig für die Auflösung der Staatssicherheit. Bis 1994 war sie Mitarbeiterin des Bundesbeauftragten für die Unterlagen des ehemaligen Staatssicherheitsdienstes, Außenstelle Leipzig, und arbeitete für Rehabilitierungsverfahren der politischen Prozesse in der ehemaligen DDR. Nach einem Jurastudium in den Jahren 1993 bis 1995 folgte eine Familienzeit mit neun Kindern. Ihren Mann hatte sie während der Wendezeit kennengelernt.
Gesine Oltmanns ist seit der Gründung der Stiftung Friedliche Revolution 2009 im Kuratorium und nachfolgend im Vorstand aktiv. Schwerpunkt in ihrer Tätigkeit für die Stiftung Friedliche Revolution ist die politische Bildungsarbeit.

## Auszeichnungen
Im Januar 2025 wurde Gesine Oltmanns die Ehrenbürgerschaft der Stadt Leipzig verliehen. Sie ist die zweite Frau mit dieser Auszeichnung  seit 1832.